# Vlag van Los Lagos

Vlag van Los Lagos

De vlag van Los Lagos is een van de regionale symbolen van de Chileense regio Los Lagos. De vlag werd in 2013 aangenomen door de regionale regering.
De vlag bestaat uit een horizontale tweekleur van groen en blauw, met vier sterren die lijken op de vorm van het Zuiderkruis in het kanton. De sterren staan voor de vier provincies van de regio Los Lagos (Osorno, Llanquihue, Chiloé en Palena).